# 箴庐
箴庐位于中国江苏省镇江市京口区健康路4号，健康路与经折巷的交叉口东南侧，为建于1935年的砖木结构二层西式楼房，以纪念镇江女子职业学校的创办人唐儒箴。